# Glaucocharis rectifascialis
Glaucocharis rectifascialis là một loài bướm đêm trong họ Crambidae.